# Patrick Thomson

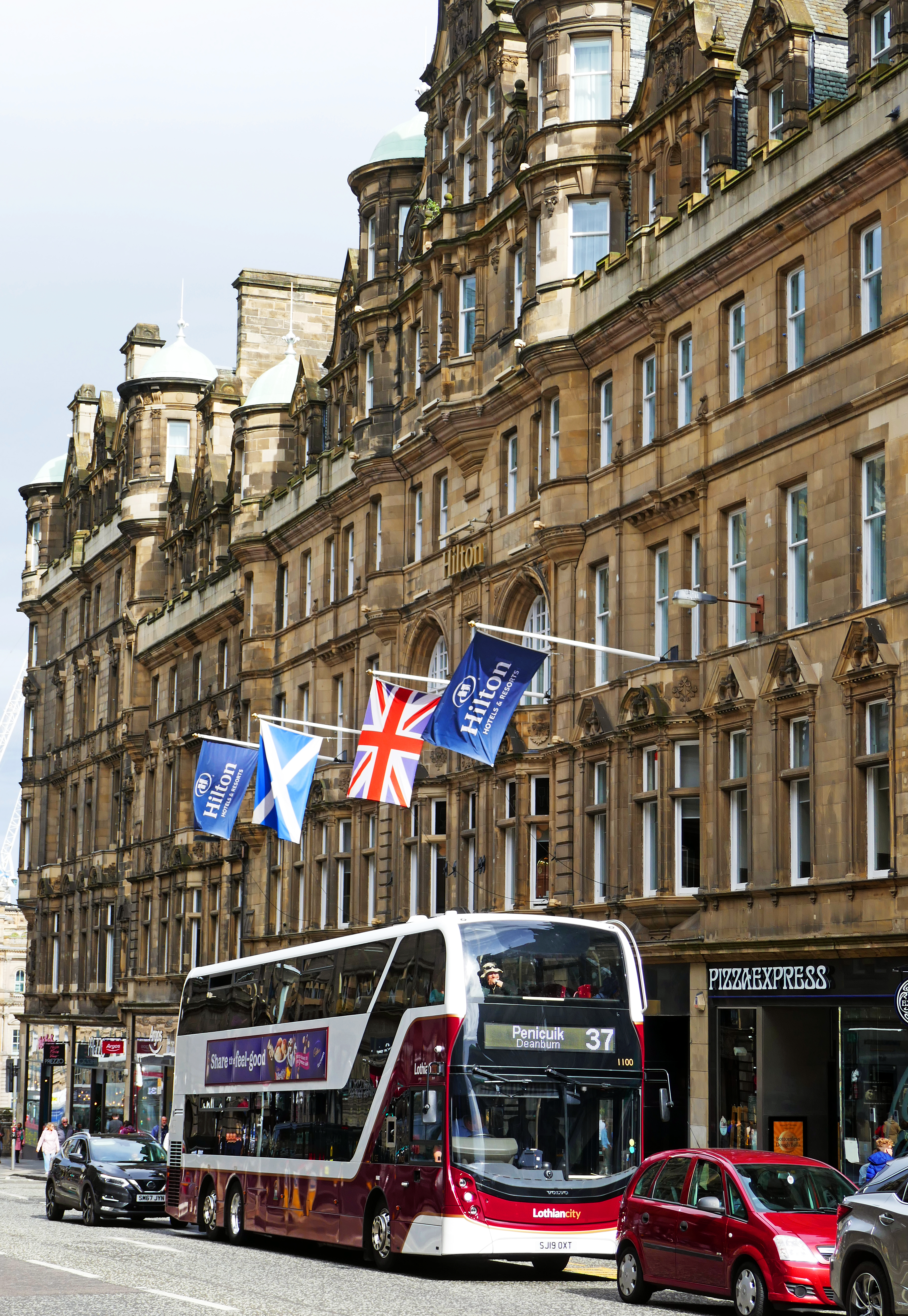
Het gebouw van het voormalige warenhuis Patrick Thomson in Edinburgh

Patrick Thomson was een warenhuis aan de zuidkant van North Bridge in Edinburgh. In 1952 werd het moederbedrijf de Scottish Drapery Corporation gekocht door House of Fraser.

## Geschiedenis
Patrick Thomson opende in 1889 een kleine fournituren en stoffenwinkel op South Bridge. De winkel werd zo populair dat deze verhuisde van de South Bridge-locatie naar een grotere winkel op 15 North Bridge. Hierdoor kon het bedrijf uitgroeien tot een groter warenhuis dat zich uitbreidde tot 60 afdelingen. Het concurreerde met rivalen Jenners, R.W. Forsyth en Robert Maule & Son op Princes Street, J & R Allan en Peter Allan op South Bridge, Goldbergs op Tollcross en Parkers op Bristo Street.
In 1926 werd de winkel gekocht door de nieuw gevormde houdstermaatschappij Scottish Drapery Corporation. Patrick Thomson's of PT's. zoals het liefkozend genoemd werd, zette zichzelf in de markt als The Shopping Centre of Scotland. In 1952 werd de Scottish Drapery Corporation gekocht door House of Fraser. Het warenhuis werd verder geëxploiteerd onder de naam Patrick Thomson's.
Bij de reorganisatie van House of Fraser in de jaren 1970 werden diverse warenhuismerken weggedaan. De warenhuisnaam Patrick Thomson verdween en het warenhuis werd heropend onder de naam Arnotts in 1976. Het warenhuis bleef open onder deze naam tot 1982. In dat jaar sloot het zijn deuren.  In 1984 werd het gebouw heropend als het Carlton Hotel.